# Canon XM2

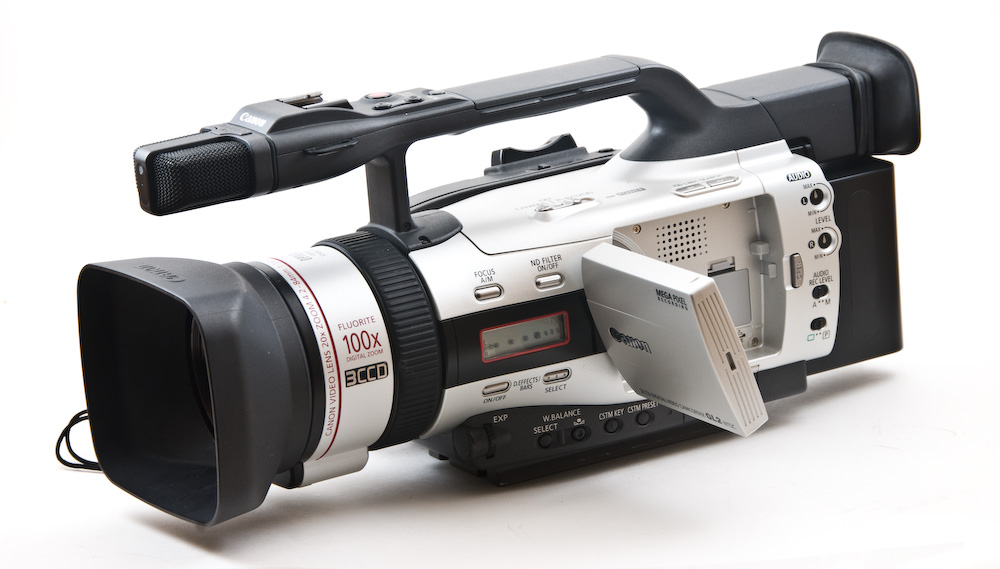
Canon XM2 (i detta fall i NTSC-versionen GL2)

Canon XM2 är en digital videokamera på semi-proffs nivå. Kameran har fast optik, manuella reglage för ljudnivåer samt 3 CCD-chips.